# Засур'є (Ядринський район)
Засу́р'є (рос. Засурье, чув. Засурки) — село у Чувашії Російської Федерації, у складі Іваньковського сільського поселення Ядринського району.
Населення — 164 особи (2010; 192 в 2002, 265 в 1979, 539 в 1939, 695 в 1926, 545 в 1897, 293 в 1858). У національному розрізі у селі мешкають чуваші та росіяни.

## Історія
Історичні назви: Засурське (1917–1940), Шешковерка (1917-1921). Згадується із 17 століття. До 1861 року селяни мали статус державних, займались землеробством, тваринництвом. Діяв храм Святих Адріана та Наталії (1881–1934). На початку 20 століття відкрито церковнопарафіяльну школу, фельдшерсько-акушерський пункт, млин. 1918 року створено радгосп «імені Леніна», 1931 року — колгосп «Червоноармієць». До 22 липня 1920 року село входило до складу Малокарачкінської волості Козьмодемьянського повіту, до 6 жовтня 1920 року — у складі Чебоксарського, а потім — Ядринського повітів. Після переходу 1927 року на райони — у складі Ядринського району.

## Господарство
У селі діють школа, фельдшерсько-акушерський пункт, будинок культури, церква (з 1994 року), магазин, працює ВАТ «Чуваський племінний кінний завод імені В. І. Чапаєва».